# Avia Motors
A Avia Motors s.r.o. é uma fabricante automotiva checa. Foi fundada em 1919 como fabricante de aeronaves e diversificou para caminhões em 1945. Como fabricante de aeronaves, foi notável por produzir caças biplanos, como o B-534. A Avia encerrou a produção de aeronaves em 1963.

## História

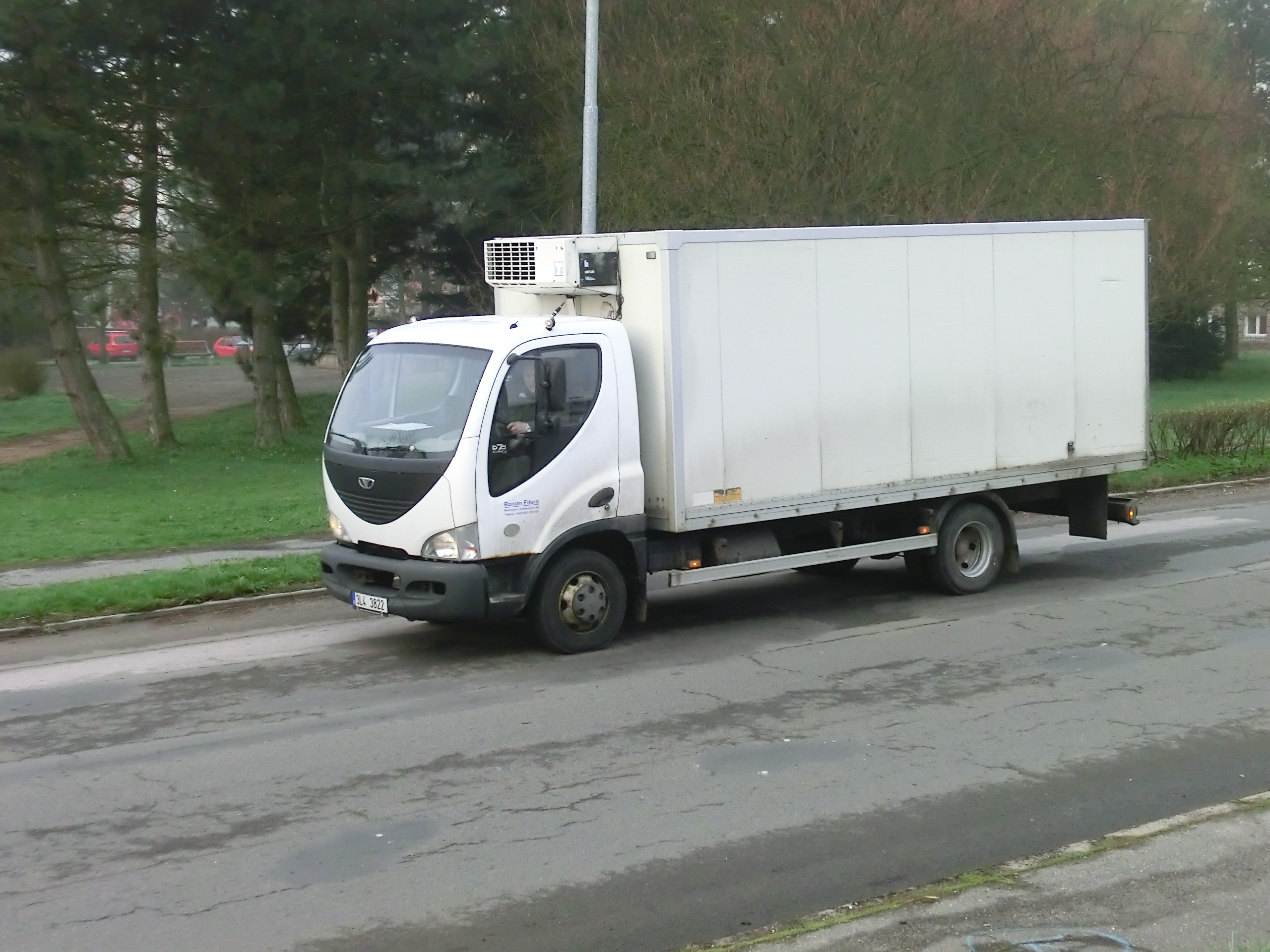
Avia-D75

A companhia foi fundada por Pavel Beneš, Miroslav Hajn, Jaroslav František Koch e Václav Malý em 1919, tornando-se parte da Akciová společnost, dříve Škodovy závody em 1928. Durante a década de 1930, tornou-se o maior fabricante de aeronaves na Checoslováquia e mudou sua fábrica para Letňany, próximo de Praga, onde a produção continua até os dias de hoje. Na Segunda Guerra Mundial a Avia produziu aeronaves para a Luftwaffe. Após a guerra, a empresa foi estatizada e se envolveu na produção de automóveis. Produziu aeronaves até 1963 e então concentrou na produção de caminhões e permaneceu construindo motores aeronáuticos (produzindo apenas hélices a partir de 1988). A empresa foi dividida em 1992 em seções de hélices e de caminhões, ambos utilizando a marca Avia.

## Caminhões

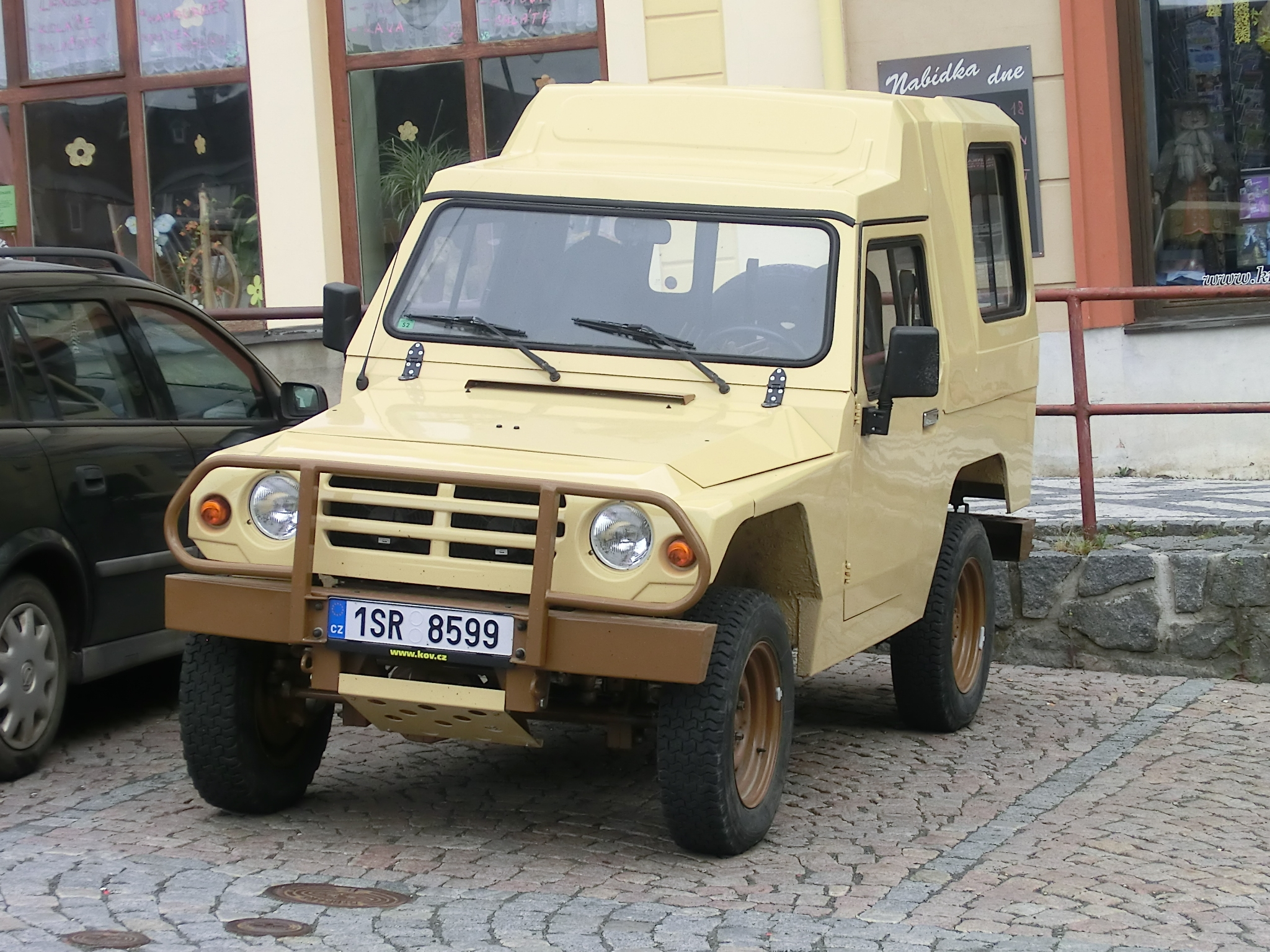
Avia A11 Trend 1

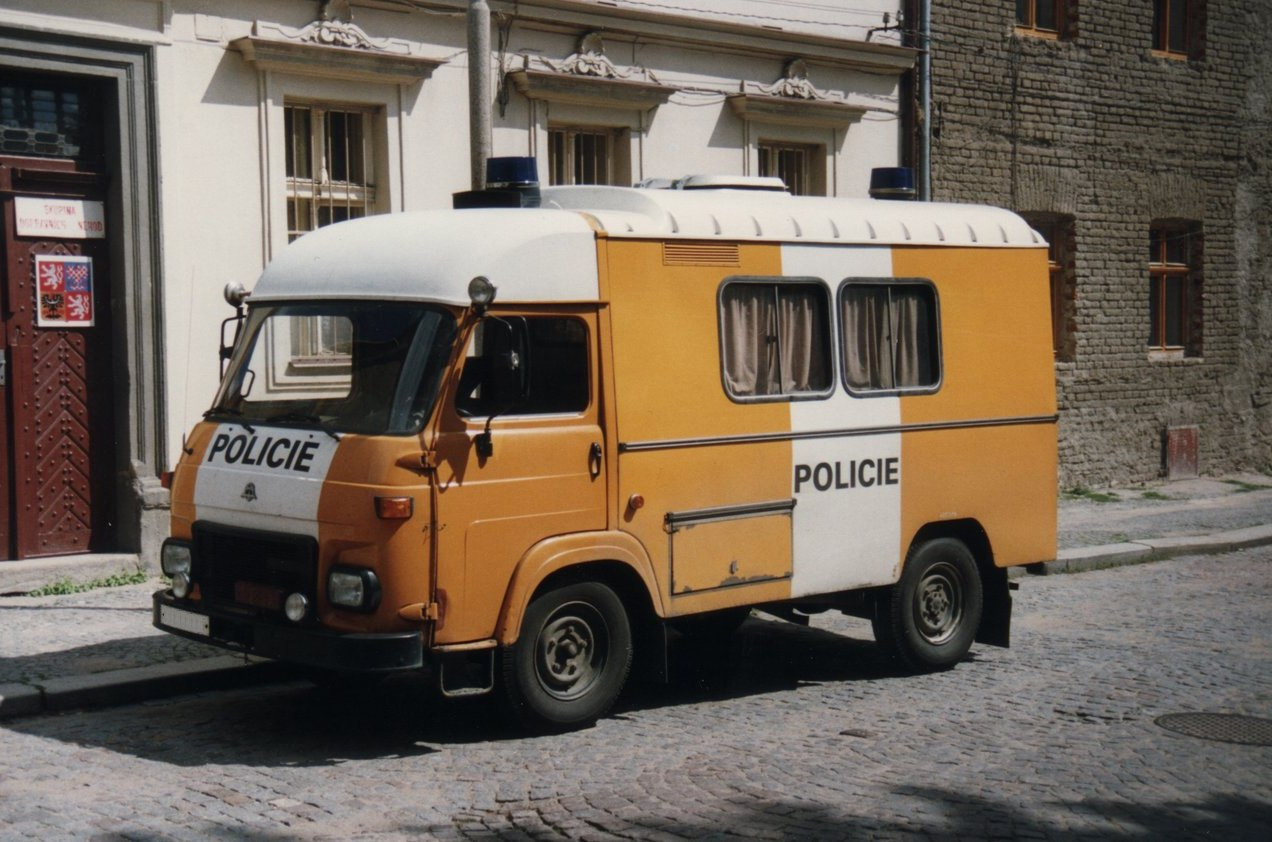
Avia A15 (van de polícia)

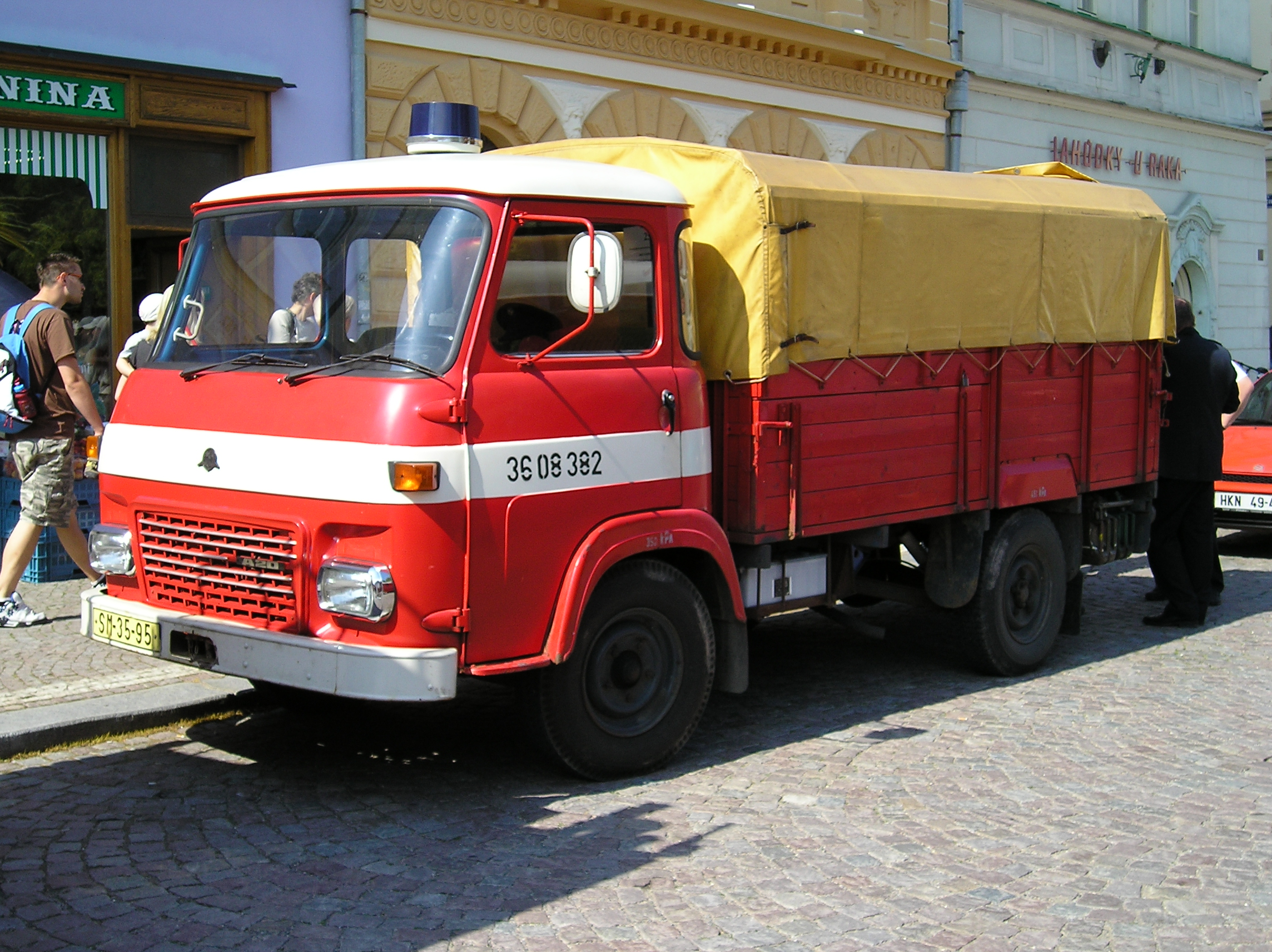
Avia A20 (caminhão de bombeiros)

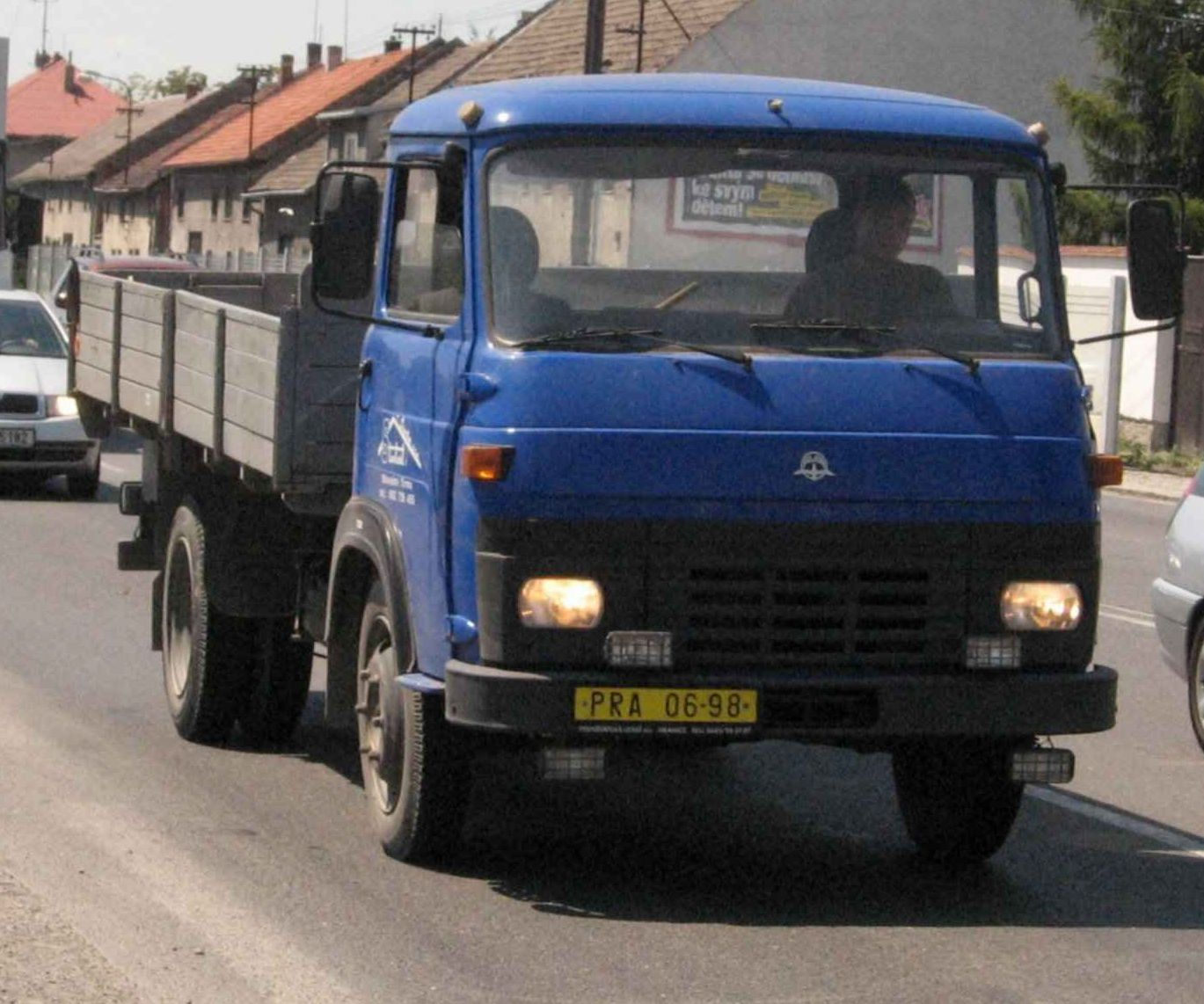
Avia A31 Turbo

### Primeiros anos
Logo após a guerra, foi implantada a manufatura de bombas de injeção de combustível e rolamentos para o transporte de veículos cargueiros na Avia. A fábrica também fornecia o reparo de caminhões. Na reorganização da indústria checoslovaca pós-guerra, foi decidido posteriormente que a Avia seria completamente transformada para produzir novos veículos comerciais. No início de 1946, um protótipo do veículo Škoda R-706 foi desenvolvido e o primeiro veículo e ônibus em série foram construídos em 1947. Estes produtos foram exportados para muitos países.
No início, a companhia concentrou apenas em montar os veículos T-805. Em 1961, começou a produzir o caminhão médio Praga V3S/S5T. O lendário veículo V3S fora de estrada de três tons foi mantido em fabricação na Avia até 1988. O veículo era produzido em várias versões. Utilizou por completo seu projeto e extraordinário uso pesado pelo exército em florestas ou outros locais e operações demandando um alto desempenho sob as mais pesadas condições. As modificações do modelo Praga S5T também incluíram um modelo de semitrailer, o S5T-TN como uma cabine "trambus". Em 1963 a Avia começou a produzir unidades de chassis para o blindado OT 64 (SKOT). A Praga e a Tatra, e também alguns fabricantes poloneses participaram da fabricação.
Em 1956 mudanças estruturais de demanda de um pequeno transportador surgiram nos mercados nacional e internacional. A Avia considerou dois caminhos: desenvolver seus próprios modelos e/ou ser licenciado para construir produtos de outra empresa. O resultado foi de que a Avia aceitou a oferta do fabricante francês Renault-Saviem para construir dois tipos de caminhões. A produção em série dos novos veículos foi iniciada no outono de 1968. O maior veículo produzido foi o Renault-SG 4 Super Galion (posteriormente Avia A30), e o menor era o SG 2 Super Goelette (posteriormente Avia A15).
A nova manufatura e seu escopo requereram novos edifícios, assim como a modernização da fábrica existente. Novas e grandes construções com equipamentos avançados foram construídos e a Avia se destacou entre as maiores fabricantes de veículos checoslovacos. A produção anual atingiu 17.000 veículos. Ao longo dos anos, os modelos da Avia foram continuamente modernizados. O deslocamento do motor à diesel aumentou do original 3,32 para 3,61 litros e quase todos os veículos foram adaptados. Em 1983 o Avia A31 foi desenvolvido a partir do modelo A30 e o furgão Avia A15 (posteriormente A20) foi sucedido pelo modelo Avia A21. De 1974 a 1978 a modernização dos modelos A20, A30  e A40 foi preparada, com rodas menores, eixos redesenhados, um novo painel, cabine interna melhorada, etc.
Em 1986, a Avia National Concern contava também com afiliados em Brno, Ivančice e Žilina, tendo sido incorprada na chamada "Unidade Econômica Industrial" em conjunto com as empresas Praga, Bss, Metaz e a Kutná Hora. Em 1 de Julho de 1988, foi criada uma nova estatal, Avia Concern, contendo a Avia, Praga, BSS, e Dačické Strojírny. A Concern foi estabelecida em acordo com o ato de empresas estatais, tendo a Avia Letňany como fábrica-mãe, produzindo motores, cabines e montando o chassis. Parte dos chassis foram equipados com uma estrutura do tipo plataforma, além da produção de veículos do tipo furgão. As fábricas de Brno, Ivančice e Žilina montavam estas estruturas nos chassis. A fábrica de Kutná Hora fazia todos os tipos de eixos para os veículso da Avia. O principal produto da Praga Concern Enterprise incluía unidades de transmissão para caminhões e ônibus e várias outras peças para a indústria automotiva. A Dačické strojírny Concern Enterprise produzia peças para os fabricantes de veículos. A construção da carroceria ainda crescia: carrocerias baú, isotérmicas, unidades resfriadoras, plataformas de montagem, carrocerias para contêineres, basculantes, guinchos, dentre outros. Os chassis da Avia também formaram a base para pequenos ônibus construídos na Bulgária, Iugoslávia e Hungria.
Em 1989 a empresa foi dividida em negócios separados. No mesmo ano, a Avia Letňany lançou a montagem dos furgões A21 FC. Em 1993 a Avia lançou os modelos A21T e A31T, equipados com motores turbo. Na mesma época, a potência do motor destes veículos foi aumentada para 65 kW,que cumpria o padrão Euro I. Posteriormente, um motor com potência aumentada para 76 kW (ou 85 kW) e intercooler, foi desenvolvido e atingiu o padrão Euro II. As melhorias também incluíram um chassis modificado, unidade de acionamento melhorado, sistema de direção hidráulica, sistema de frenagem modificado, interior melhorado e vários parâmetros técnicos do veículo também melhorados.
Em 1992 a Avia tornou-se em uma sociedade por ações e também a Avia-Hamilton Standard, uma nova companhia que produzia hélices aeronáuticas foi fundada. Um ano depois a fabricação de hélices foi movida da fábrica em Letňany para suas novas instalações próximo de Stará Boleslav. Isto terminou definitivamente a produção de aeronaves em Letňany.
66% da Avia Company foi privatizada por entidades checas em duas levas. Para assegurar a continuidade no desenvolvimento da companhia, o governo começou a buscar investidores estrangeiros. Discussões relevantes sobre o assunto foram ocorreram com várias partes interessadas. No início, discutiu-se com a Renault, o fabricante de veículos francês, com quem a Avia já possuía uma experiência de longo prazo; seguido pela alemã Mercedes-Benz. Entretanto, o concurso público de 1995 foi vencido por um consórcio formado pela Daewoo da Coreia do Sul e Steyr-Daimler-Puch da Áustria. O consórcio foi incorporado na Holanda como Daewoo Steyr B.V. Adquiriu então 50,2% das ações da Avia, tornando-se sócio majoritário da companhia. Um ano depois o nome comercial foi alterado para Daewoo Avia, A.S. No mesmo ano, tornou-se importador exclusivo e distribuidor de veículos Daewoo na República Checa.

### Subsidiária da Daewoo

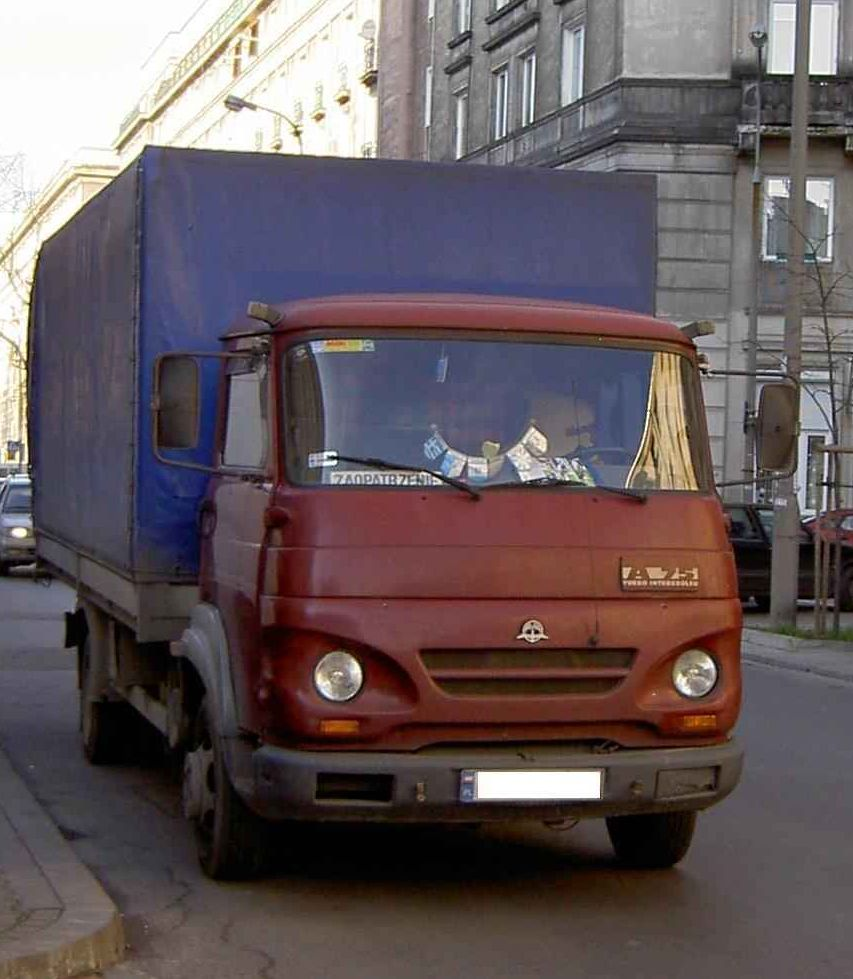
Avia A75

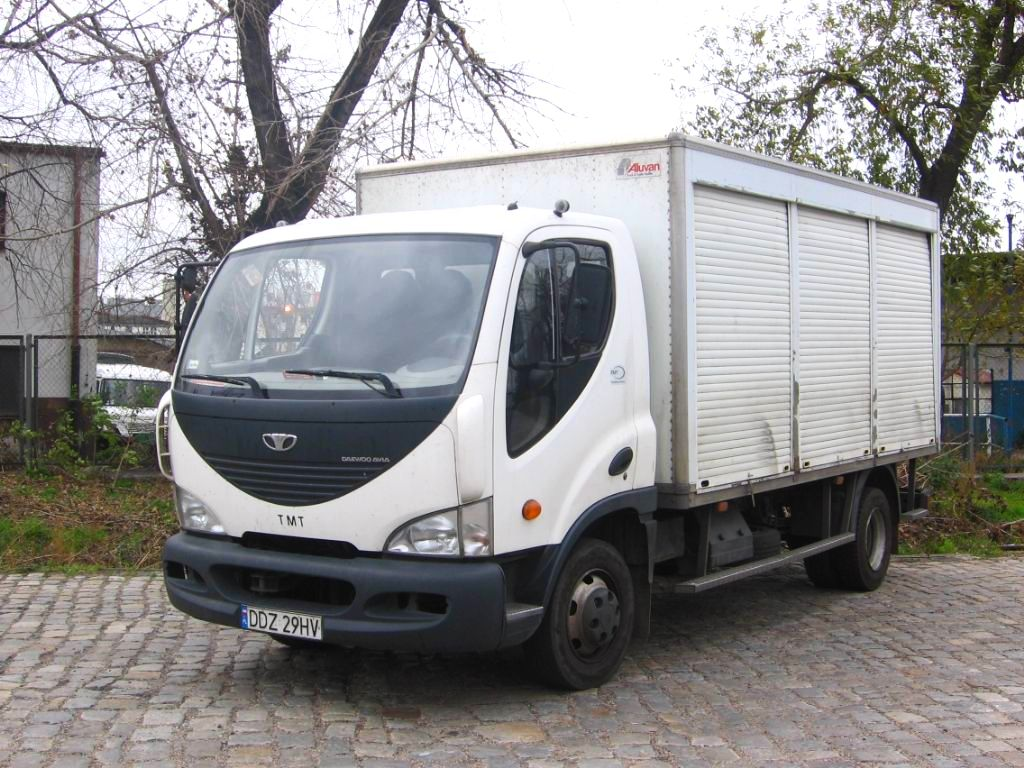
Avia D90

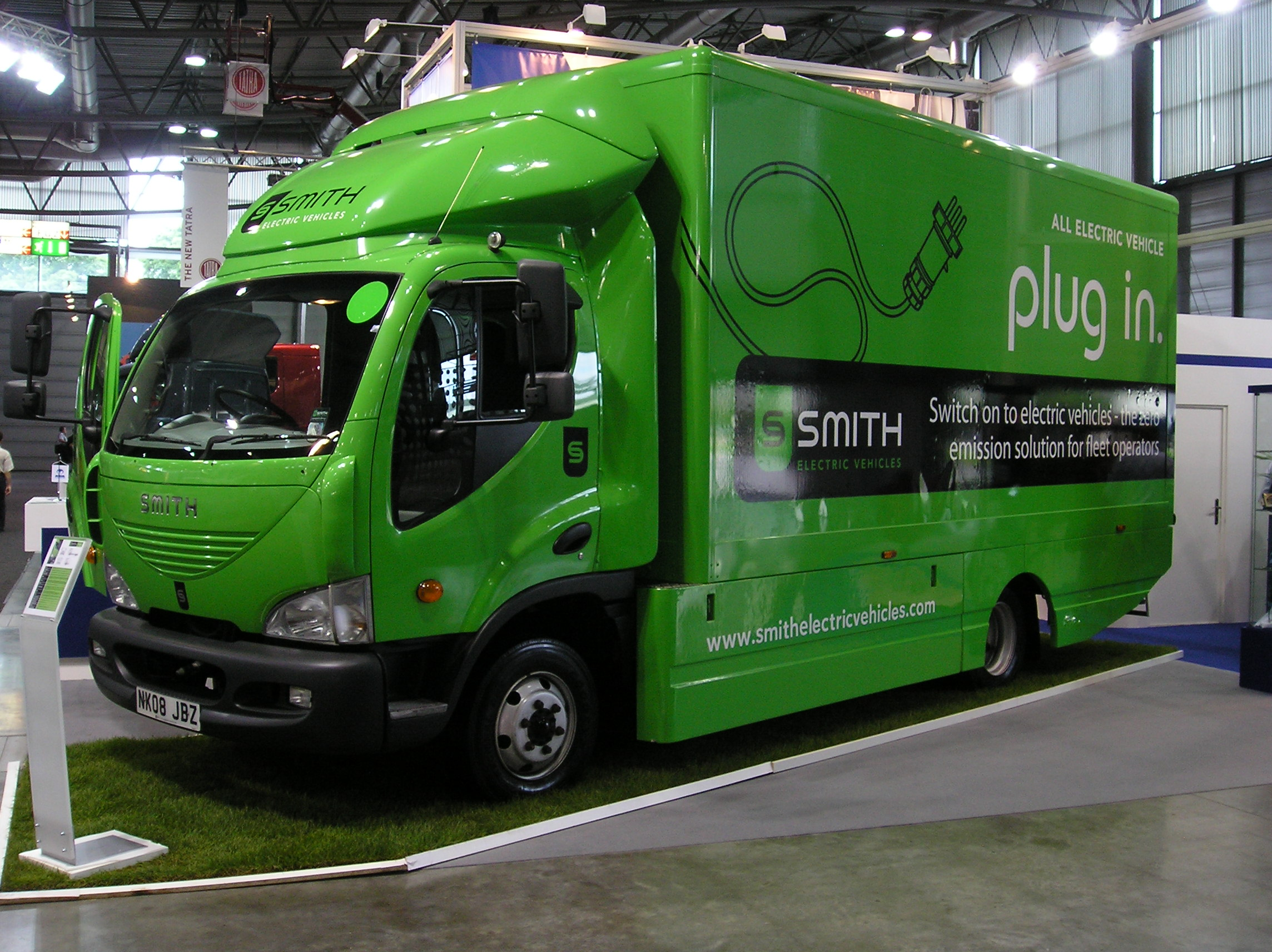
Caminhão elétrico Smith baseado no chassis e cabine da Avia

Em 1997 a série Avia A foi modernizada pela última vez. Os modelos Avia A 60/ 65/ 75/ 80 foram lançados. Os veículos possuíam um chassis completamente novo com uma estrutura rebitada, eixo dianteiro fixo, freios dianteiros a disco, rodas menores de 205/75 – 17.50" e motores Euro II com a potência de 76 kW e/ou 85 kW. Os veículos possuíam uma caixa de transmissão de cinco ou seis velocidades. As cabines possuíam um novo interior com desenho avançado e cabines basculantes na primeira linha. 250.000 veículos da série Avia A, que podem ser vistos em grandes números nas estradas europeias ainda nos dias de hoje, deixou a linha de montagem da fábrica de Letňany, onde esteve no período entre o lançamento de sua produção em 1968 até seu encerramento, que ocorreu em 13 de novembro de 2000. De 1997 a 1999, a fábrica de Letňany também estava montando os veículos leves Lublin e Lublin II, importados desmontados da companhia polaca Daewoo Motor.
Na mesma época o desenvolvimento de um produto completamente novo continuou. A equipe de gerenciamento coreana da Daewoo sobre a Avia estabeleceram alvos para desenvolver e fabricar um caminhão médio completamente novo, que poderia cobrir a classe de peso de 6 a 9 toneladas e seria completamente competitivo com o mercado europeu ocidental, atingindo outros modelos em termos de projeto e custos operacionais. A cabine do veículo, que foi estilizado na Itália e fornecia o máximo conforto tanto para o motorista como para o passageiro, foi o mais significativo novo componente do veículo. Os projetistas no centro de engenharia da Daewoo em Worthing, Reino Unido, lideraram o desenvolvimento desta nova cabine e seu interior, enquanto que os projetistas especialistas da Daewoo Avia na fábrica de Letnany ficaram responsáveis pela coordenação do projeto e desenvolvimento do motor e chassis. O custo total do projeto foi mais de US$160 milhões, divididos 50-50 entre pesquisa e desenvolvimento contra melhorias nos processos de manufatura. Os principais investimentos na área da manufatura foram a nova fábrica de pintura baseada a água Eisenmann, incluindo a planta que foi instalada para desengordurar e preparar a cabine por um processo de imersão completa electro-cataforética, além de uma nova linha de soldagem de cabine.
A coreana Daewoo foi à falência em 1999, de forma que a fábrica de Praga foi reconstituída em 2000 como um negócio independente. Muito do desenvolvimento em andamento foi financiado ao vender imóveis da companhia, incluindo os apartamentos onde moravam os trabalhadores em Letňany.
Um novo veículo, chamado de série Avia D, foi lançado em um show de caminhões de Brno em junho de 2000. Juntamente com sua nova cabine, a Daewoo Avia também lançou seu novo motor D432-100 que cumpria com as especificações EEC R49-03 (Euro 3) em controle eletrônico ou com tecnologia EGR. Os planos para entrar no mercado europeu ocidental também significava que os motores da família Cummins ISBe poderia ser instalado como uma opção, visto que este motor tornava o veículo mais vendável. Inicialmente foi lançado com o motor Cummins ISBe 150 30 de 150 hp, fabricado pela Cummins Engine Company em Darlington, Reino Unido. Este motor também estava disponível em uma versão menor com 130 hp e em 2003 uma versão de 170 hp também foi lançada. O motor Cummins, com sua curva de torque plana, demonstrou um bom consumo de combustível e melhor desempenho em longas jornadas. Desde o lançamento, a série D vinha equipada com a caixa de transmissão de cinco velocidades ZF S5-42 ou com a de seis velocidades ZF S6-850, lançada como uma caixa compatível com o motor Cummins de 170 hp. O D75 (7.5 t) provou ser particularmente popular no Reino Unido e Irlanda.
Em 2004 dívidas contínuas na fábrica demonstraram que sua venda seria inevitável para sua sobrevivência. Uma companhia de investimentos baseado na República Checa chamada Odien iniciou negociações para comprar as ações da Daewoo Steyr B.V. de 50,2%, sendo então concluído no início de 2005. A Odien reestruturou a empresa tanto física como financeiramente, tendo a unidade de caminhões reduzida de 120 edifícios de 88 hectares para apenas quatro edifícios, em 4 hectares. Como parte da reestruturação, a produção do motor Daewoo Avia D432-100 foi suspensa. Sob o comando da Odien, a marca Avia foi reintroduzida com uma nova logomarca e o desenvolvimento de modelos compatíveis com a Euro IV e um novo modelo de 12 t, o D120, foi iniciado. Após discussões com vários fabricantes estrangeiros, a Odien vendeu o negócio de caminhões para a Ashok Leyland da Índia em outubro de 2006.

### Ashok Leyland (holding)

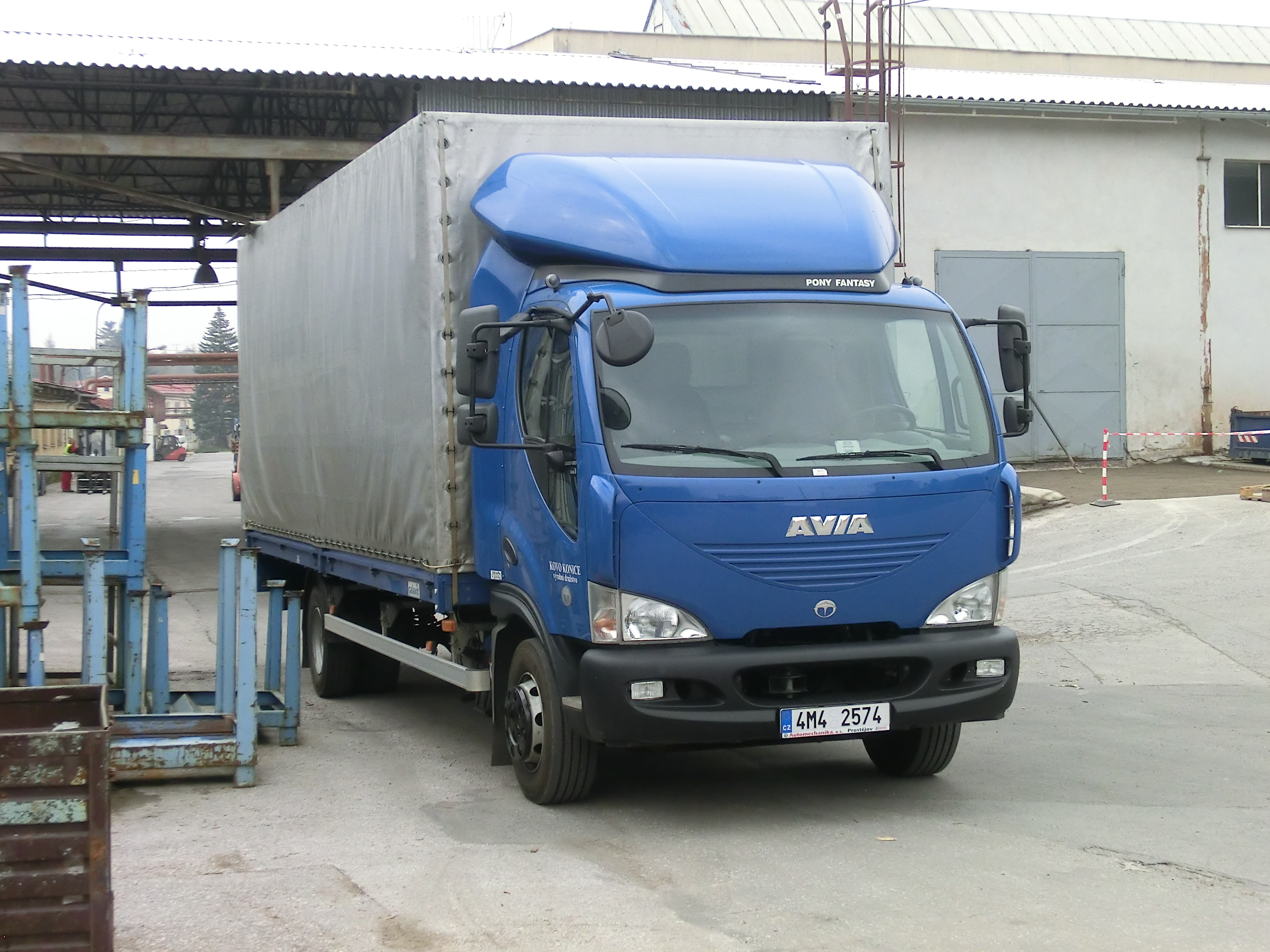
Avia-D120-210

A Avia iniciou uma nova era com a Ashok Leyland. Uma nova companhia, "Avia Ashok Leyland Motors SRO (AALM)" foi criada. As vendas em 2006 atingiram 650 unidades. As vendas permaneceram fortes no mercado doméstico e no Reino Unido, Espanha, Hungria e Irlanda. Em 2006 na Irlanda, a Avia possuía uma fatia de 16% do mercado em seu segmento. Em 2006, novos modelos motorizados com motores Cummins de 160 e 185 hp (Euro IV) e o D120 foram lançados, tendo este último uma capacidade de peso de até 22000 kg para operações de reboque.
Em 2007, em colaboração com o Tanfield Group do Reino Unido, houve a introdução de um "Avia elétrico", com a AALM fornecendo os chassis e cabines sem motores, caixas de transmissão e outros componentes comuns de caminhões a diesel para a subsidiária da Tanfield Smith Electric Vehicles para o caminhão elétrico Smith Newton. Esta foi uma colaboração de sucesso com o envio dos caminhões sem motor, formando uma grande proporção das vendas da Avia. Centenas destes caminhões elétricos com chassis e cabines vindo de Praga estão em uso atualmente nos Estados Unidos.
O lançamento do Euro V em 2009 teve um aumento ainda maior em potência, com versões do motor de quatro cilindros Cummins ISBe Euro V de 185 e 207 hp. A gama de pesos continuou a variar entre 6 e 12 toneladas.
2010 e 2011 foi um período de sucesso para a marca tanto doméstica quanto internacionalmente. A Ashok Leyland ajudou a Avia não somente superar a crise em 2008–09, mas com projetos colaborativos abriu novas oportunidades no mercado internacional. Como resultado, a Avia se desenvolveu de um fabricante local de caminhões da Europa Central e do Leste Europeu para ser uma marca global. Os veículos da Avia foram vendidos na Europa, Estados Unidos, Oriente Médio, Ásia, Argentina e Rússia. Os veículos elétricos da Smith foram vendidos no Reino Unido e Estados Unidos, onde o governo estava subsidiando financeiramente a compra de veículos elétricos.
A Avia também se destacou na Rússia ao produzir pequenos ônibus em parceria com a Volgabus. A versão russa, chamada "Rhytmix", foi lançada em outubro de 2011. O protótipo de um ônibus de oito metros de comprimento estava planejado para ser posteriormente revelado, o que não aconteceu.
Em 2013 a Ashok Leyand encerrou a produção na República Checa e a moveu para a Índia, onde continuou a produzir veículos baseado nas cabines da Avia, que foram nomeados Ashok Leyland Boss e Ashok Leyland Guru.

### Czechoslovak Group (holding)
Em abril de 2016 o Czechoslovak Group baseado em Ostrava adquiriu a Avia da Ashok Leyland. A Avia não produziria mais em Letňany, mas na zona industrial de Přelouč.
A Avia lançou uma nova linha em setembro de 2017, denominada Avia D Initia. Estes caminhões médios cumprem as especificações de emissões Euro VI e vêm equipados com motores de quatro cilindros Cummins ISB 4.5l (150, 180 e 210 hp). A empresa pretende produzir entre 360–400 caminhões por ano.

## Carros privados

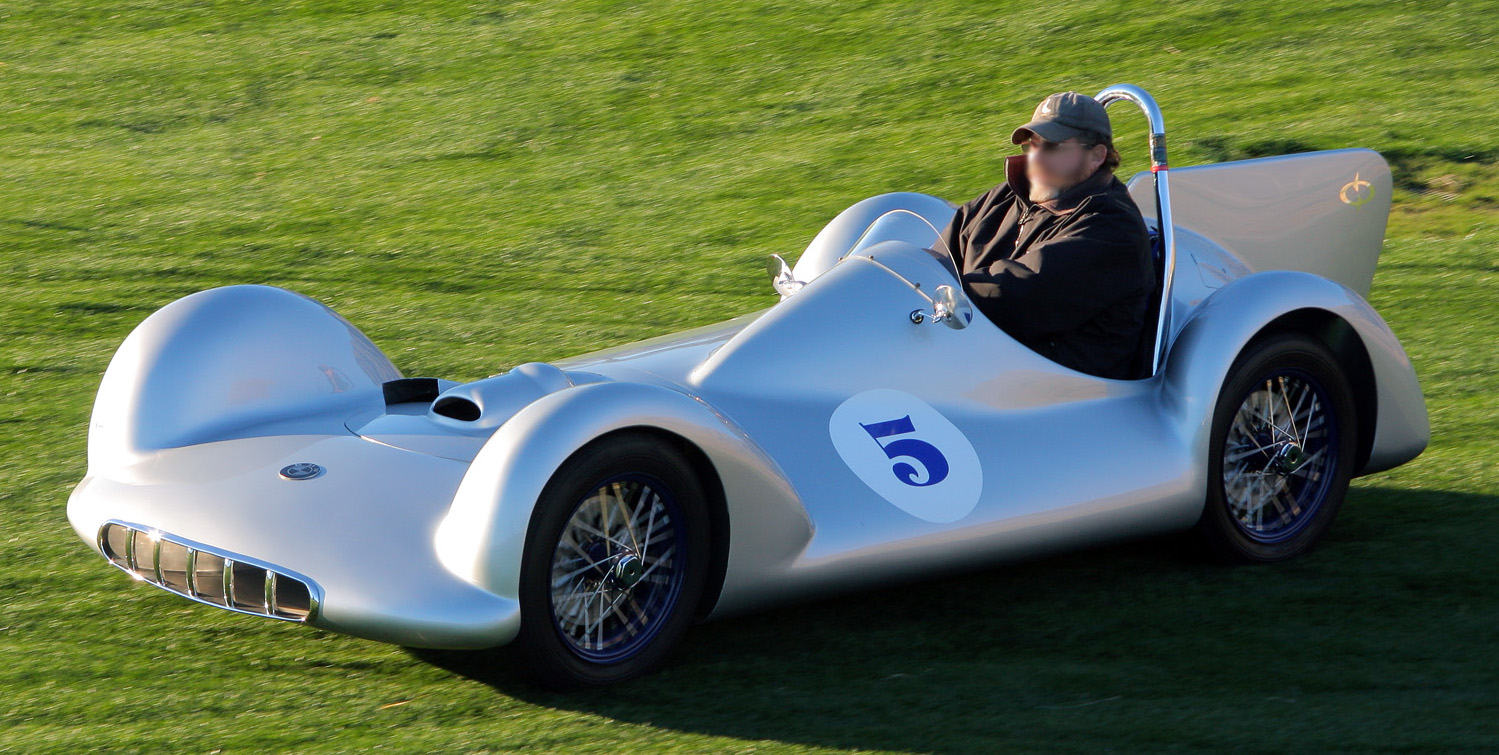
Avia Mk3 de 1956

Em 1956 e 1957, a Avia fez uma pequena série de doze (ou quinze) carros leves, feitos inteiramente de folha de alumínio. Os carros possuíam um assento único central para o motorista e dois assentos traseiros, com uma cabine deslizante para acesso e um motor de dois cilindros montado na parte traseira com o mesmo deslocamento do motor de moto 350cc Jawa, mas sendo um desenvolvimento completamente diferente. O motor produzia 15 PS. Dois exemplos deste carro sobrevivem até os dias de hoje.

## Aeronaves

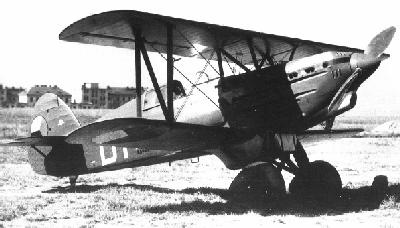
Avia B-534

Antes da Segunda Guerra Mundial, a companhia produziu aeronaves civis e militares, incluindo o Avia BH-1, Avia BH-21, Avia B-534 e o Avia B-71 (Tupolev SB soviético produzido sob licença).
Durante a guerra, a Avia foi ordenada a construir caças Messerschmitt Bf 109G. Após a guerra, a Avia continuou a produção desta aeronave como Avia S-99, mas logo acabaram os estoques do motor Daimler-Benz DB 605. Então, substituiu-o com o motor Junkers Jumo 211 e a hélice desenhada para o bombardeiro Heinkel He 111, redesignando a aeronave como Avia S-199.

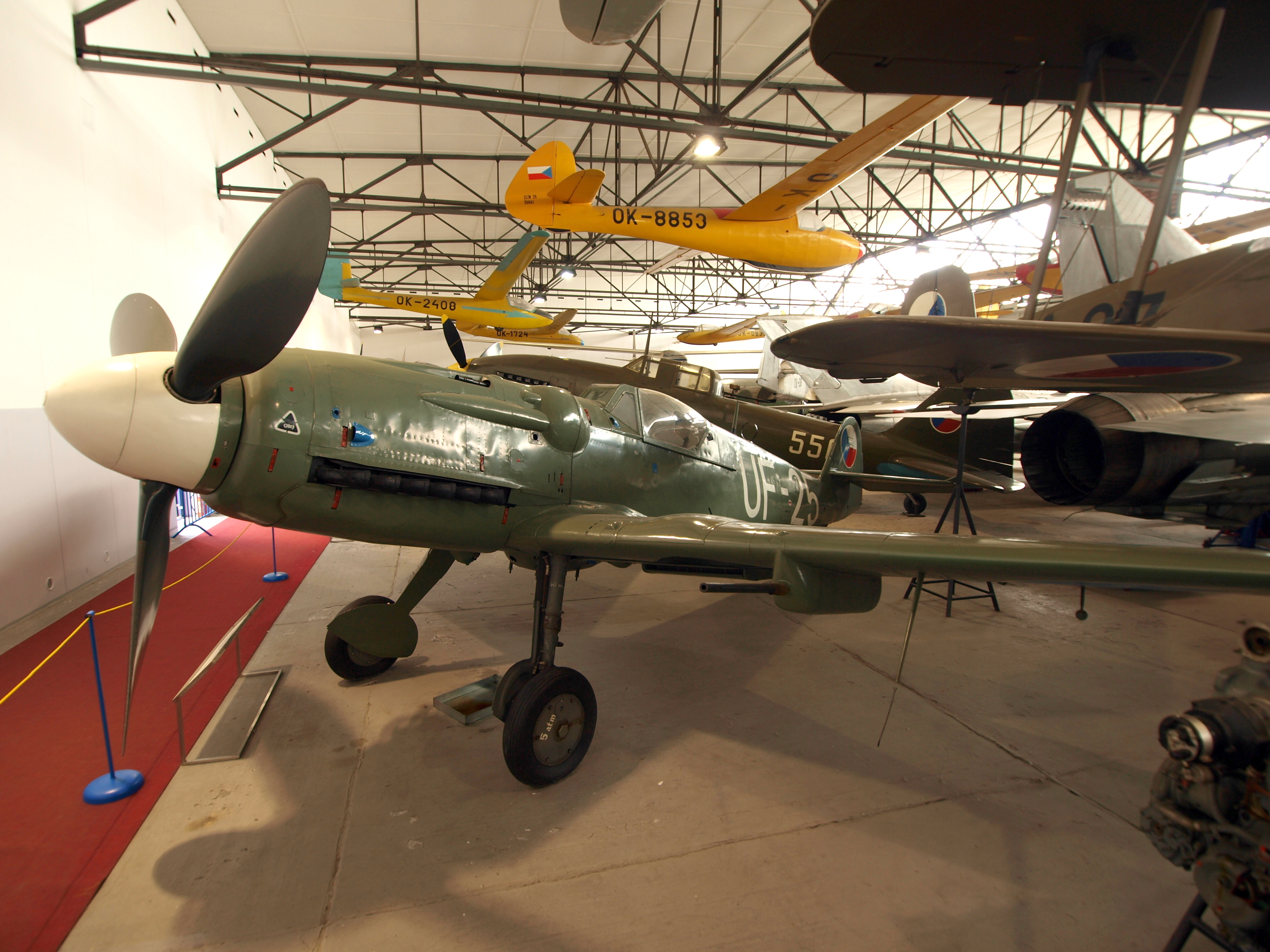
Avia S-199

O S-199 foi o primeiro caça obtido pela Força Aérea Israelense para uso durante a Guerra árabe-israelense de 1948. Os pilotos checoslovacos chamaram-o de Mezek ("Mula"), enquanto que em Israel ficou conhecido como Messer ("faca" em alemão e em iídiche) ou Sakeen ("faca" em hebraico) ou simplesmente Messerschmitt.
Mas o S-199 era uma aeronave problemático, não popular com seus pilotos. O motor Jumo era mais pesado e menos responsivo se comparado ao motor Daimler-Benz. O torque da hélice maior também tornada o controle mais difícil. Isto, combinado com o trem de pouso estreito do 109, tornava os pousos e decolagens mais perigosos. O mecanismo sincronizador também não funcionava direito, levando a algumas aeronaves israelenses atirarem em suas próprias hélices.
Também durante a guerra, a Alemanha construiu fábricas na Checoslováquia para produzir o caça a jato Messerschmitt Me 262. As fábricas sobreviveram à guerra intactas, continuando a produção após a guerra como Avia S-92.
O primeiro S-92 foi construído no Instituto de Pesquisa de Letňany em 1945 com a estrutura da Avia e os motores vindo de Malešice. A Junkers desenvolveu os motores como Jumo 004,, tendo os checos redesignado-os como M-04. O S-92 voou pela primeira vez em 27 de setembro de 1946, com o piloto chefe da Avia Antonin Kraus no comando. No mesmo ano no dia 10 de dezembro, o CS-92 voou pela primeira vez.
A entrega do primeiro S-92 para a Força Aérea Checoslovaca foi em 6 de fevereiro de 1948. Um total de 12 aeronaves foram produzidas, nove S-92 e três CS-92, equipando o 5º Regimento de Caça, até que foram aposentados e utilizados como estruturas para instrução em solo no ano de 1951.
Nesta época a Iugoslávia demonstrou interesse em adquirir o S-92, enquanto que a Avia tendia a encerrar a linha de produção para dar espaço a novas aeronaves. Quando a Avia recebeu a licença para produzir o Mikoyan-Gurevich MiG 15 Fagot (eles já fabricavam o Yakovlev Yak 23 Flora, como S-101) a linha de produção do S-92 foi encerrada.
Atualmente, estão em exibição um Avia S-92 (A-1a) e um Avia CS-92 (B-1a) no Museu de Aviação de Praga em Kbely.
Posteriormente a Avia produziu o B-33, sendo um Ilyushin Il-10 produzido sob licença, e o Avia 14, Ilyushin Il-14 (um sob licença), capaz de carregar 42 passageiros. O Avia 14 tornou-se a maior aeronave já produzida na Checoslováquia.
A produção de aeronaves foi encerrada em 1960, e por vários anos apenas motores aeronáuticos e hélices foram fabricadas para outros fabricantes checoslovacos e estrangeiros.

### Lista de aeronaves
- Avia BH-1 (1920) Monomotor monoplano com dois assentos, uma aeronave construída
- Avia BH-2 (1921) Monomotor monoplano com um assento, uma aeronave construída
- Avia BH-3 (1921) Desenvolvimento de caça do BH-2
- Avia BH-4 (1922) Desenvolvimento do BH-3 com um motor mais potente, uma aeronave construída
- Avia BH-5 (1923) Monomotor monoplano com dois assentos, uma aeronave construída
- Avia BH-6 (1923) Caça monomotor biplano com um assento, uma aeronave construída
- Avia BH-7 (1923) Caça/aeronave de competição com asa parassol, monomotor e um assento, duas aeronaves construídas
- Avia BH-8 (1923) Desenvolvimento do BH-6, uma aeronave construída
- Avia BH-9 (1923) Desenvolvimento do BH-5
- Avia BH-10 (1924) Desenvolvimento do BH-9, aeronave desportiva de um assento
- Avia BH-11 (1923) Desenvolvimento do BH-9, aeronave desportiva de dois assentos
- Avia BH-12 (1924) Desenvolvimento do BH-9 com asa dobrável
- Avia BH-16 (1924) Monomotor monoplano muito leve
- Avia BH-17 (1924) Caça monomotor biplano com um assento
- Avia BH-19 (1924) Desenvolvimento do BH-3, duas aeronaves construídas
- Avia BH-20 (1924) Avião de treinamento monomotor biplano com dois assentos
- Avia BH-21 (1925) Caça/aeronave de competição biplano, monomotor e um assento
- Avia BH-22 (1924) Avião de treinamento monomotor com dois assentos; desenvolvido do BH-21
- Avia BH-23 (1926) Desenvolvimento de caça noturno do BH-21 e BH-22, duas aeronaves construídas
- Avia BH-25 (1926) Aeronave de transporte biplano monomotor com sete assentos
- Avia BH-26 (1927) Aeronave de reconhecimento biplano monomotor com dois assentos
- Avia BH-27 (final da década de 1920) Aeronave de transporte monoplano asa alta e monomotor com quatro assentos. Não construída
- Avia BH-28 (1927) Aeronave de reconhecimento biplano monomotor com dois assentos, uma aeronave construída
- Avia BH-29 (1927) Avião de treinamento monomotor biplano com dois assentos
- Avia BH-33 (1927) Caça monomotor com um assento; desenvolvimento do BH-21 com motor mais potente
- Avia BH-35 (1929) Projeto de aeronave de transporte/mala postal com asa alta e três motores
- Avia BH-39/F.39 (1929) Adaptação checoslovaca de bombardeiro do Fokker F.IX, monoplano asa alta com motor de três pistões
- Avia BH-133 Desenvolvimento do BH-33 com um motor radial Pratt & Whitney Hornet
- Avia B-34 (1932) Caça biplano monomotor com um assento
- Avia B-234 (1932) Caça biplano monomotor com um assento (apenas um protótipo)
- Avia B-534 (1933) Caça biplano monomotor com um assento
- Avia B-51 (1933) Aeronave de transporte para seis passageiros com três motores
- Avia B-122 (1934) Aeronave acrobática biplano monomotor com um assento
- Avia B-71 (1934) Versão checoslovaca do soviético Tupolev SB 2M-100A, bombardeiro monoplano bimotor
- Avia B-156 (1934) Aeronave de transporte para seis passageiros, monomotor, apenas um protótipo construído
- Avia B-57 (1935) Aeronave de transporte para 14 passageiros com três motores
- Avia B-36 (1936) Projeto de bombardeiro monoplano médio/pesado com dois motores e asa média
- Avia B-35 (1938) Caça monoplano monomotor
- Avia B-58 (1938) Bombardeiro médio bimotor, desenvolveu-se no B-158
- Avia B-158 (1938) Bombardeiro leve bimotor, apenas um protótipo
- Avia B-135 (1939) Versão de produção do B-35 com asa de metal

#### Aeronaves pós-guerra
- Avia S-99 (1945) Produção checoslovaca pós-guerra do caça monomotor alemão Bf 109G
- Avia VR-1 (1945) Produção checoslovaca pós-guerra do helicóptero alemão Focke-Achgelis Fa 223
- Avia S-92 (1946) Produção checoslovaca pós-guerra do caça turbojato alemão Me 262
- Avia S-199 (1947) Desenvolvimento do S-99 com hélice e motorização alteradas
- Avia 14 (1950) Versão checoslovaca do avião comercial bimotor soviético Ilyushin Il-14
- Avia B-33 (1951) Versão de produção checoslovaca da aeronave de ataque ao solo monomotor soviética Ilyushin Il-10
- Avia B-228 Versão checoslovaca do bombardeiro médio soviético Ilyushin Il-28
- Avia S-105 Versão checoslovaca do Mikoyan-Gurevich MiG-19S